# 犬の宮・猫の宮

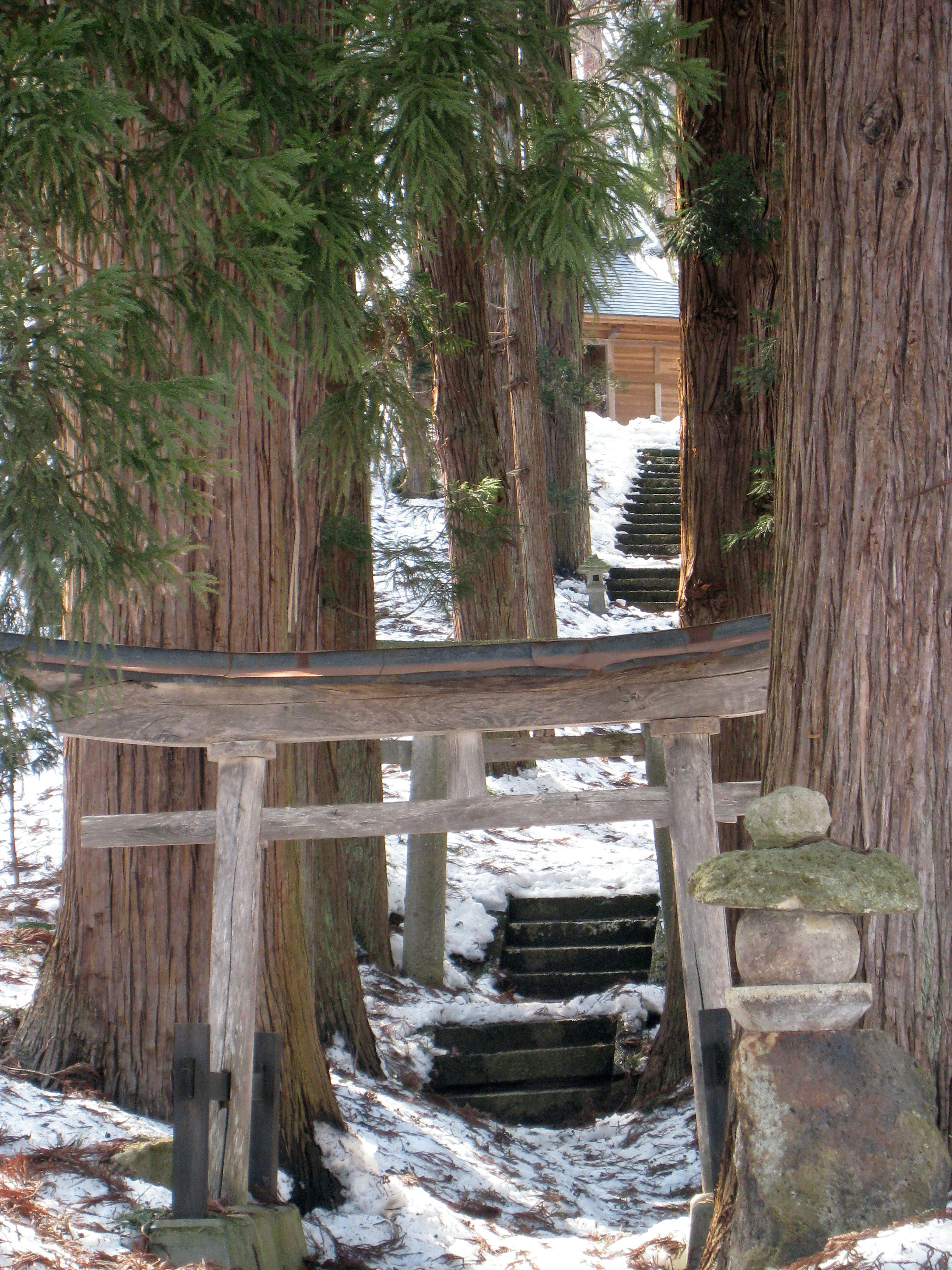
犬の宮

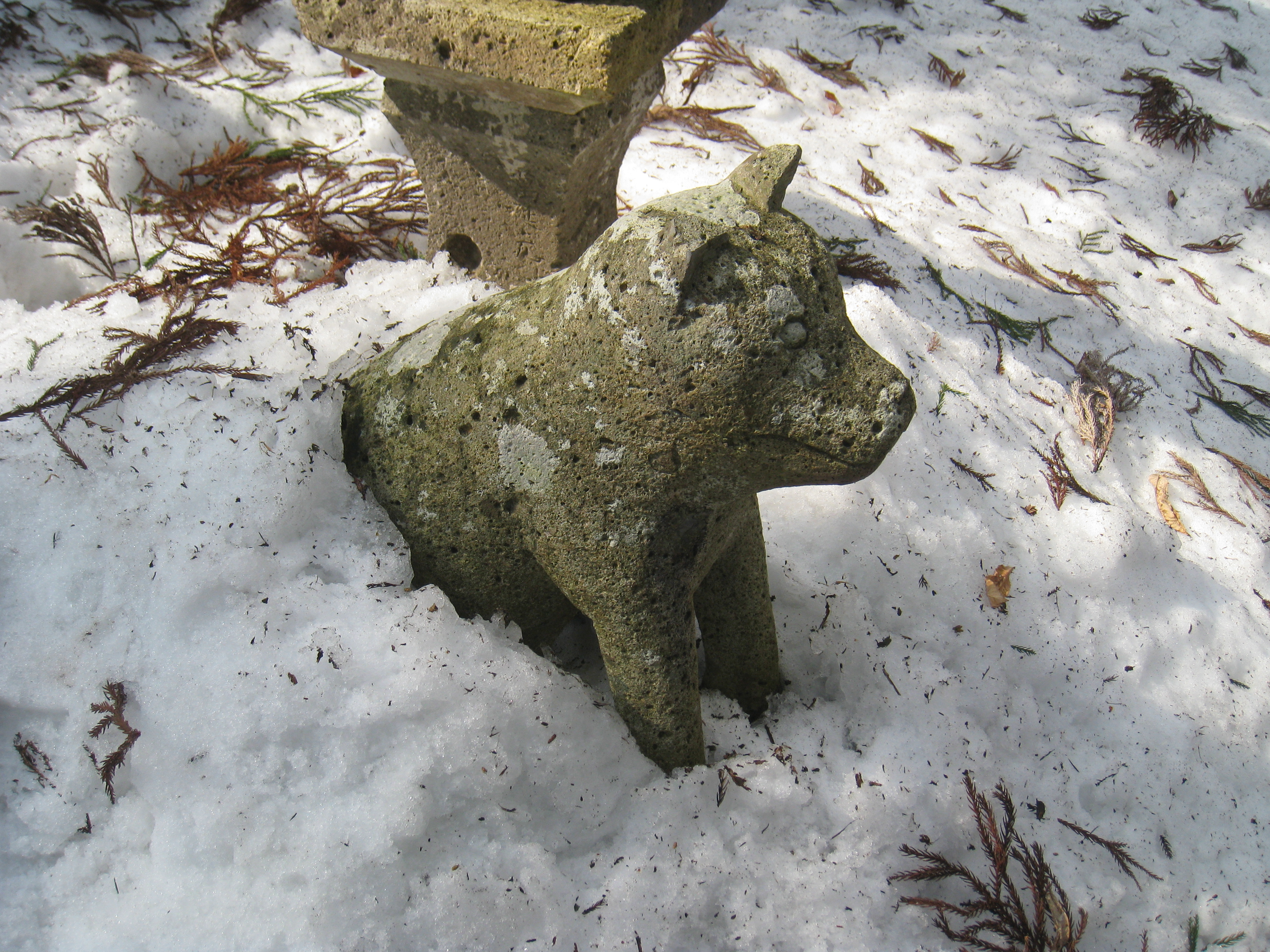
犬の宮狛犬

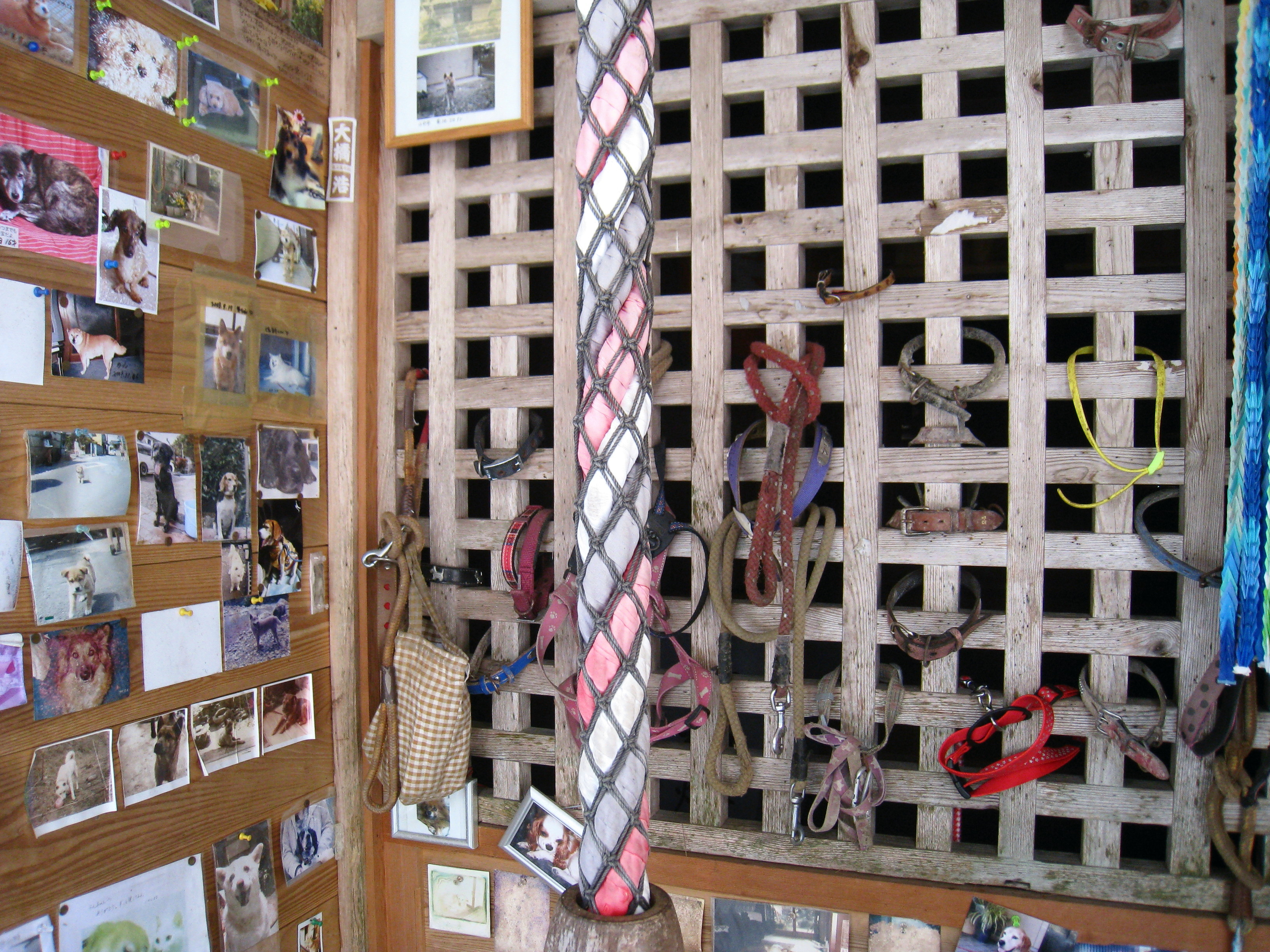
犬の宮社殿

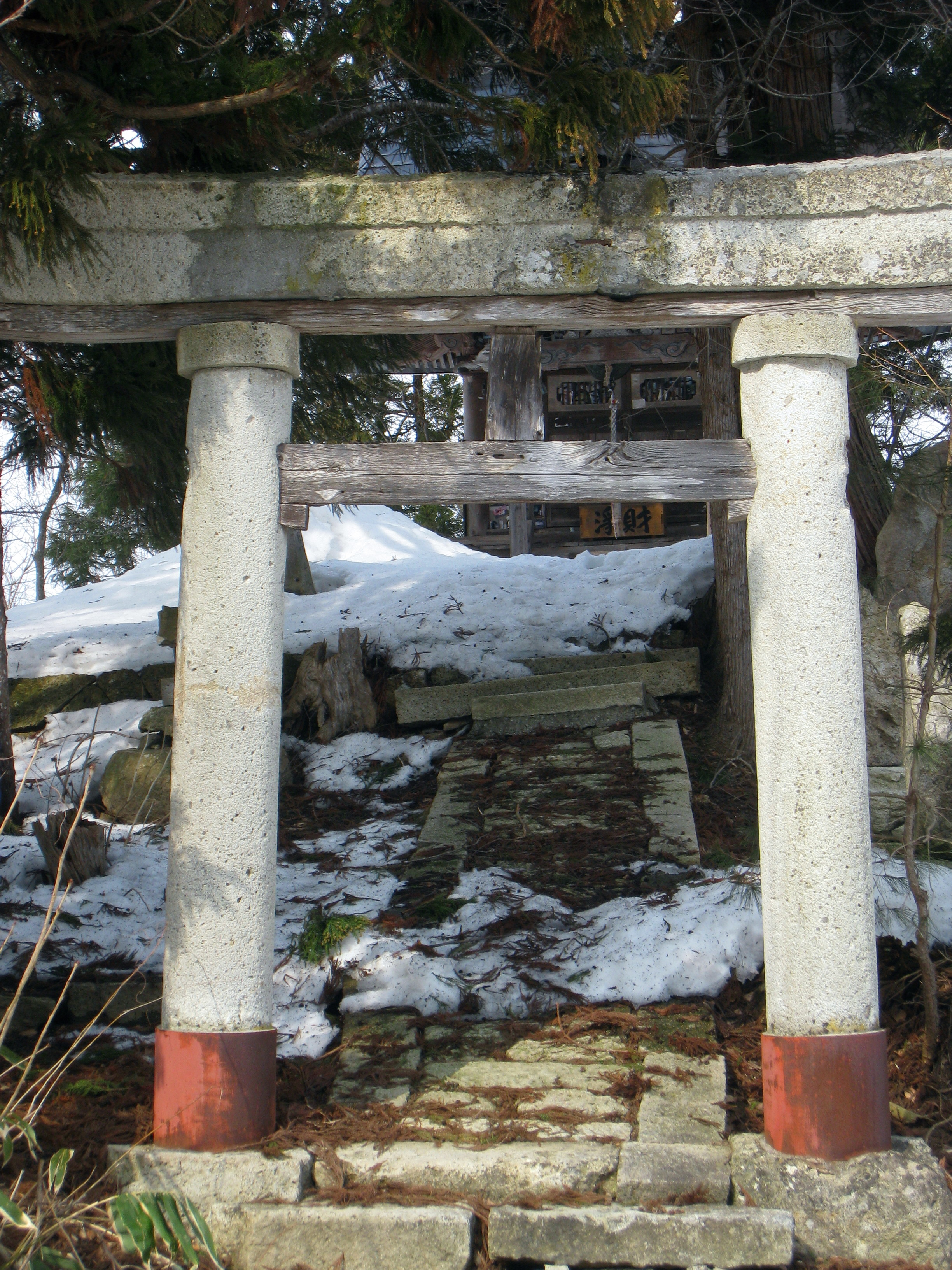
猫の宮

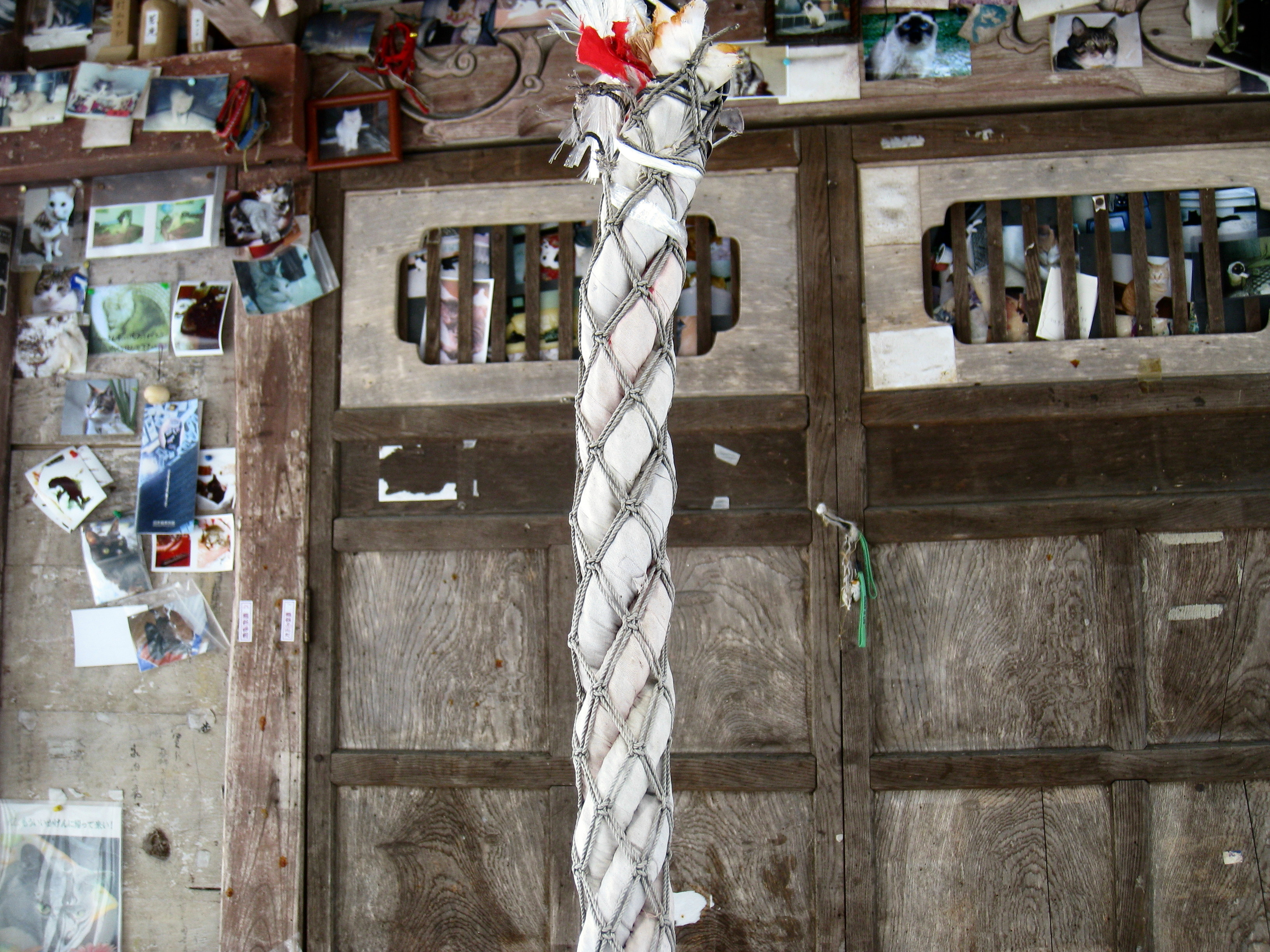
猫の宮社殿

犬の宮・猫の宮（いぬのみや・ねこのみや）は、山形県高畠町高安にある神社。日本でも珍しい、犬と猫を祀る神社である。
それぞれ愛犬・愛猫の供養と健康祈願で、写真や首輪を奉納する参拝者が多い。冬期間は積雪で立ち入りできない場合がある。

## 全国ペット供養祭
両社にペットの遺品を奉納して供養を願う者が多かったことから、1988年（昭和63年）より、毎年7月第4土曜日に、犬の宮前で全国ペット供養祭が行われるようになった。別当寺院住職の読経により、全国のペットと、参列希望者のペットの供養が執り行われる。

## 所在地
山形県東置賜郡高畠町高安910

## 交通アクセス
- 高畠町役場から徒歩で約20分。
- JR高畠駅から車、タクシーで約20分。約20台分の無料駐車場があるが、冬期間には積雪で1‐2台分しか駐車できない場合もある。